# Natalia Dyer
Natalia Danielle Dyer (Nashville, 13 gennaio 1995) è un'attrice statunitense, nota per interpretare il ruolo di Nancy Wheeler nella serie televisiva Stranger Things.

## Biografia
Nel 2009 ha interpretato Clarissa Granger in Hannah Montana: The Movie. Nel 2011 ha recitato assieme a Brooke Shields e Aidan Quinn in The Greening of Whitney Brown. Nel 2014 è la protagonista di I Believe in Unicorns. Il film è stato presentato in anteprima al festival SXSW.
Dal 2016 interpreta Nancy Wheeler, uno dei personaggi principali della serie televisiva Netflix Stranger Things. Nel 2019 partecipa al film horror Velvet Buzzsaw nel ruolo di Coco, al fianco di Jake Gyllenhaal.

## Vita privata
Dal 2016 è legata sentimentalmente al collega Charlie Heaton, che recita insieme a lei nella serie Stranger Things.

## Filmografia

### Cinema
- Hannah Montana: The Movie, regia di Peter Chelsom (2009)
- Too Sunny for Santa, regia di Erica Tachoir - cortometraggio (2010)
- Un nuovo amico per Whitney (The Greening of Whitney Brown), regia di Peter Skillman Odiorne (2011)
- Blue Like Jazz, regia di Steve Taylor (2012)
- Don't Let Me Go, regia di Giorgio Serafini (2013)
- After Darkness, regia di Batan Silva (2014)
- Credo negli unicorni (I Believe in Unicorns), regia di Leah Meyerhoff (2014)
- The City at Night, regia di Cory Nicholas e Cory Santilli - cortometraggio (2014)
- Till Dark, regia di Quinn Shephard - cortometraggio (2015)
- Long Nights Short Mornings, regia di Chadd Harbold (2016)
- Yes, God, Yes, regia di Karen Maine - cortometraggio (2017)
- After Her, regia di Aly Migliori - cortometraggio (2018)
- Mountain Rest, regia di Alex O. Eaton (2018)
- Velvet Buzzsaw, regia di Dan Gilroy (2019)
- Yes, God, Yes, regia di Karen Maine (2019)
- The Nearest Human Being, regia di Marco Coppola (2019)
- Tuscaloosa, regia di Philip Harder (2019)
- L'apparenza delle cose (Things Heard & Seen), regia di Shari Springer Berman e Robert Pulcini (2021)
- All Fun and Games, regia di Ari Costa e Eren Celeboglu (2023)

### Televisione
- Stranger Things – serie TV, 33 episodi (2016-2022)
- Acting for a Cause – serie TV, 1 episodio (2020)
- Things Heard & Seen – film (2021)
- Based on a True Story – serie TV, 2 episodi (2023)

## Doppiatrici italiane
Nelle versioni in italiano delle opere in cui ha recitato, Natalia Dyer è stata doppiata da:
- Veronica Benassi in Stranger Things, L’apparenza delle cose
- Eva Padoan in Hannah Montana: The Movie
- Roisin Nicosia in Velvet Buzzsaw